# Matt Freeman
Matt Freeman, född 14 juni 1966, spelar bas i Rancid och har innan dess spelat i bland annat Operation Ivy och Social Distortion.